# Katastrofa górnicza w kopalni Barbara-Wyzwolenie
Katastrofa górnicza w kopalni Barbara-Wyzwolenie – pożar w kopalni Barbara-Wyzwolenie w Chorzowie, do którego doszło 21 marca 1954 roku . Akcja ratownicza była prowadzona przez 50 dni . Dokładna liczba ofiar nie jest znana. Oficjalnie podawaną przez władzę liczbą było 80 ofiar, jednak możliwe że ofiar było więcej , nawet od 106 do 120 .
Prawdopodobną przyczyną pożaru było zaprószenie ognia z lampy karbidowej, powieszonej na obudowie chodnika  lub samozapłon węgla .
Była to największa katastrofa w polskim górnictwie po II wojnie światowej .
Katastrofa została upamiętniona drewnianym krzyżem z inskrypcją „1954”, znajdującym się w pobliżu dawnych zabudowań kopalni .